# Руйнування стінок свердловини
Руйнування стінок свердловини

## Причини руйнування стінок свердловини
а) механічне руйнування породи під дією статичного навантаження від вище залеглих порід;
б) механічне руйнування породи внаслідок повздовжнього переміщення, обертання і коливання бурильної колони та її елементів, коливань тиску промивальної рідини під час спуско-підіймальних операцій, коливань температури у свердловині, ерозії стінок свердловини промивальною рідиною;
в) руйнування стінок свердловини при взаємодії фільтрату промивальної рідини з породою (набухання глин, розшарування сланців) та дії осмотичного тиску;
г) розчинення хемогенних відкладів промивальною рідиною;
д) розтеплення мерзлої гірської породи (танення льоду-цементу).
При непорушеному масиві гірська порода перебуває у напружено-деформованому стані (стиснута з усіх боків). При бурінні свердловини змінюється напружений стан породи, що спричиняє її руйнування. Для компенсації зміни бокових напружень гірської породи на стінках свердловини використовують дію гідростатичного тиску промивальної рідини. У важкій промивальній рідині на бічну поверхню стінки свердловини діє гравітаційна сила, яка запобігає обвалам гірської породи.
Для зменшення механічного руйнування стінок свердловини бурильною колоною потрібно, за можливості, використовувати прості компоновки низу бурильної колони (КНБК), вибирати режим буріння, який забезпечує відсутність вібрацій та мінімальні навантаження на стінки свердловини. Про величину зусиль при дії елементів компоновок низу на стінки свердловини свідчить значне спрацювання елементів КНБК і часті поломки цих елементів. Викривлення і вигини стовбура збільшують зусилля, які діють на стінки свердловини. Викривлення стовбура сприяє швидшому руйнуванню стінок свердловини.
При швидкості руху промивальної рідини понад 300 м/хв, у турбулентному режимі руху рідини створюються умови для ерозійного руйнування стінок свердловини. Найчастіше руйнуються пухкі (незцементовані) гірські породи за відсутності міцної глинистої кірки. Тому рекомендується знижувати швидкість руху промивальної рідини у кільцевому просторі до 150 м/хв, використовувати елементи бурильної колони невеликого діаметра, обмежувати швидкість руху колони у свердловині, використовувати промивальну рідину з низькою в᾽язкістю.
Зменшення впливу фільтрату промивальної рідини на руйнування стінок свердловини досягається використанням високоякісних інгібованих рідин із низькою фільтрацією, промивальної рідини на нафтовій основі.
Для зменшення розчинення стінок свердловини вибирають промивальну рідину, в якій гірські породи (хемогенні, глинисті) не розчиняються. При розбурюванні солей промивальну рідину насичують солями.
Розтеплення мерзлих порід уникають їх термоізоляцією.
Наразі проблема запобігання руйнуванню стінок свердловини, особливо ускладених сланцями, повністю не вирішена. У меншій чи більшій мірі стінки свердловин обвалюються.

## Ознаки обвалів
Під час обвалів збільшується кількість породи на віброситах, з'являються затяжки бурильного інструменту, підвищується тиск на маніфольді бурових насосів внаслідок збільшення густини промивальної рідини при насиченні її шламом та утворенні корків, що веде до втрати циркуляції і прихоплення бурильного інструменту. Під час спуску інструмент зупиняється, виникає необхідність проробки стовбура свердловини. Геофізичні дослідження свердловини показують наявність каверн.
У кавернозному стовбурі погіршується видалення шламу, що накопичується у кавернах. При накопиченні критичного об᾽єму шламу у кавернах, зміні режиму промивання, шлам із каверн випадає у стовбур свердловини. Це обумовлює утворення тривалих корків у свердловині, оскільки шлам переміщується із однієї каверни в іншу і не виноситься на поверхню.
За наявності обвалів необхідно постійно підтримувати циркуляцію промивальної рідини. У разі припинення циркуляції шлам осідає і прихоплює бурильну колону. При розходжуванні бурильної колони шламовий корок ущільнюється, втрачається циркуляція, зменшується можливість ліквідації прихоплення. Тому під час обвалів потрібно промивати свердловину, підтримуючи шлам у зваженому стані, розходжувати бурильну колону тільки у тих межах, де вона рухається вільно, і розходжування не веде до збільшення тиску на насосах.
Ліквідація обвалів. Обвали ліквідують шляхом проробки стовбура свердловини. У процесі проробки шлам у свердловині роздроблюється і піднімається на поверхню. Але на поверхню шлам піднімається не відразу. Він може переміщуватись із однієї каверни в іншу, утримуватися у зваженому стані у промивальній рідині. При проробці змінюється режим промивання стовбура свердловини проти каверн із шламом, зрушуються нові порції шламу із інших каверн. Цей процес називають «здиранням кірки». Фактично це не здирання кірки, а вимивання шламу із каверн. Зі свердловини виносяться згустки промивальної рідини, насичені шламом. Густина таких згустків на 100—200 кг/м3 більша за густину промивальної рідини. Особливо багато шламу накопичується при переході на буріння долотами меншого діаметра.
При проробці потрібно періодично піднімати долото на довжину ведучої труби або піднімати долото із зони завалу, щоб шлам випав із промивальної рідини і його можна було знову подрібнити долотом. Для поліпшення виносу шламу збільшують в'язкість промивальної рідини, прокачують через свердловину пачки в'язкої рідини підвищеної густини об'ємом 10 — 15 м3. Нарощування інструменту виконують тільки тоді, коли немає небезпеки, що під час цієї операції шлам не осяде і не прихопить бурильні труби, тобто коли буровий інструмент вільно переміщується при зупиненій циркуляції.